# Gabriele Strecker

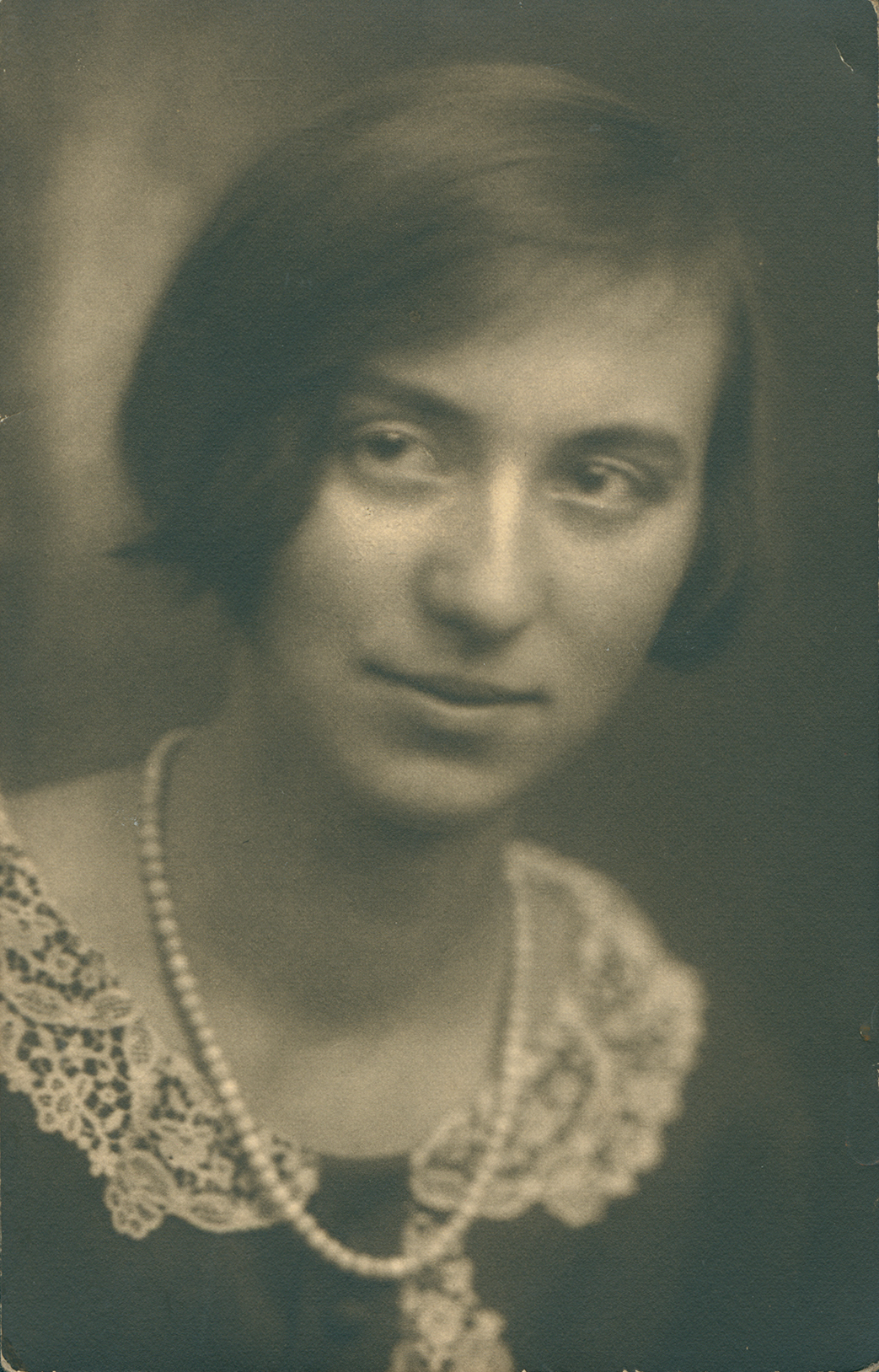
Gabriele Strecker, 1925

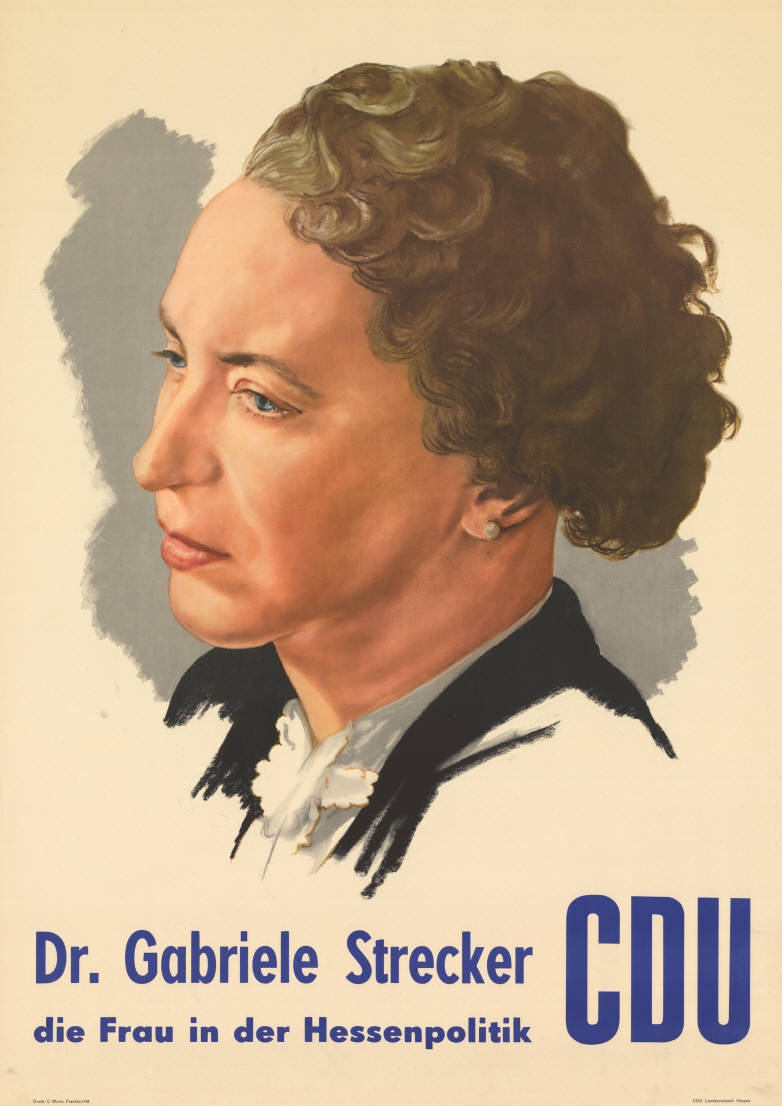
Gabriele Strecker auf einem Wahlplakat zur Landtagswahl 1958

Gabriele Strecker (* 27. Dezember 1904 in Trier als Gabriele Maria Katharina Schneider; † 6. August 1983 in Bad Homburg vor der Höhe) war eine deutsche Ärztin, Journalistin und Politikerin, die sich für die Belange von Frauen einsetzte.

## Leben
Als Kind lebte Gabriele Schneider in Trier und Metz, bis die fünfköpfige Familie nach Frankfurt am Main zog. Dort schloss Schneider 1925 das Abitur ab. Im Anschluss nahm sie für 15 Monate in Ägypten eine Erzieherinnenstelle an und studierte ein Semester in Genf und lebte danach in Paris. Ab 1928 war Schneider zurück in Frankfurt und schrieb sich  mit dem Ziel, Lehrerin zu werden, für Philologie ein.
1930 heiratete sie den Gynäkologen Josef Strecker, der 1924 in Bad Homburg die erste gynäkologische Praxis für den gesamten Obertaunuskreis (heute: Hochtaunuskreis) eröffnet hatte. Er gründete zudem Frauenstationen in zwei Krankenhäusern und wurde 1957 für seine Verdienste um das Gesundheitswesen mit dem Bundesverdienstkreuz geehrt. Gabriele Strecker studierte von 1932 bis 1933 und 1940 bis 1943 Medizin mit dem Abschluss einer Promotion. 1932 und 1935 wurden die Söhne Hans und Peter geboren. Ab 1943 arbeitete sie  im Bad Homburger Krankenhaus. 
Durch Jella Lepman, die als Beraterin der US-Armee für Frauen- und Jugendfragen seit 1945 in Bad Homburg tätig war, kam Strecker zum Radio und wurde 1946 Leiterin des Frauenfunks zunächst im Radio Frankfurt. Von 1949 an setzte sie diese Tätigkeit beim neu gegründeten Hessischen Rundfunk bis 1962 fort. Mit rund 60 Minuten pro Woche im Jahr 1950 hatte der Frauenfunk die geringste Sendezeit, aber die meiste Hörerpost. Es gab Ratgeber- und Lebenshilfesendungen, Sendungen mit kulturellen Themen und Buchbesprechungen sowie Berufskunde. Strecker erzählte oft von ihren Teilnahmen an Frauenkongressen oder interviewte Gäste.
1946 war Gabriele Strecker die einzige deutsche Frau, die von den amerikanischen Militärbehörden für die Teilnahme an der internationalen Frauenkonferenz The World we live in – The world we want in South Kortright, USA, ausgewählt wurde. Die Konferenz mit 200 Frauen aus 50 Ländern war ein Schlüsselerlebnis für sie. Auf der Konferenz traf sie Eleanor Roosevelt persönlich. Strecker trat dem 1946 gegründeten Frauen-Ausschuss in Frankfurt bei, der mit anderen Organisationen den Frauenverband Hessen ins Leben rief. Sie gründete mit anderen 1947 den Bad Homburger Frauenverband, war 1952 eines der Gründungsmitglieder des Frankfurter Clubs von Soroptimist International Deutschland und unterstützte den Aufbau des Deutschen Frauenrings.
1948 wurde Strecker Mitglied der CDU; von 1950 bis 1960 war sie Mitglied des hessischen Landesvorstands. Von 1954 bis 1962 vertrat sie die CDU im hessischen Landtag. Ihr Schwerpunkt lag auf der Bildungs- und Hochschulpolitik, besonders auf der Aus- und Weiterbildung von Mädchen und Frauen. Von 1950 bis 1960 war Strecker Vorsitzende der CDU-Frauenvereinigung Hessen und zeitweise Vorstandsmitglied der CDU-Frauenunion. 1959 war sie Mitglied der 3. Bundesversammlung. Strecker war Mitglied der 1955 gegründeten Europäischen Frauen-Union (EFU) und dort ab 1963 Leiterin der Kommission Film, Funk und Presse.
Gabriele Strecker starb 1983 nach kurzer Krankheit in Bad Homburg vor der Höhe.

## Ehrung und Nachlass
In Würdigung ihrer Leistungen wird vom Soroptimist-Club Frankfurt am Main seit 2002 alle zwei Jahre der  Dr. Gabriele Strecker Preis an Persönlichkeiten, Projekte oder Initiativen verliehen, die ein herausragendes gesellschaftspolitisches Engagement für Frankfurt am Main und die Region leisten.
Der Nachlass von Gabriele Strecker wird von der Stiftung Archiv der deutschen Frauenbewegung in Kassel verwaltet. Sendemanuskripte des Frauenfunks von Radio Frankfurt und HR befinden sich im Hessischen Hauptstaatsarchiv in Wiesbaden.

## Publikationen
- Hundert Jahre Frauenbewegung. Hrsg. v. Büro für Frauenfragen in der Gesellschaft zur Gestaltung des öffentlichen Lebens e. V., Wiesbaden 1951
- Propaganda. Wiesbaden 1952
- Frausein – heute Weilheim/Oberbayern 1965
- Der Weg der Frau in die Politik. 1. und 2. Auflage Bundesgeschäftsstelle der CDU, Bonn 1965, 3. Auflage Bonn 1975, 4. – 7. erweiterte und überarbeitete Auflage Melle 1980, 1984, 1988, 1994 (ab 3. Aufl. zusammen mit Marlene Lenz)
- Der Hessische Landtag. Beispiel des deutschen Nachkriegsparlamentarismus. Bad Homburg vor der Höhe, Berlin, Zürich 1966
- Die neue Eva. In: Eva – wo bist Du? Hrsg. von Ursula von Mangoldt, Weilheim 1967, S. 7–33
- Soziologisch-politische Bedingtheit des Wesens der Frau. In: Eva – wo bist Du? Hrsg. von Ursula von Mangoldt, Weilheim 1967, S. 34–44
- Frauenträume – Frauentränen. Über den unterhaltenden deutschen Frauenroman. Weilheim 1969
- Überleben ist nicht genug. Frauen 1945-1950. Freiburg i. Breisgau 1981